# Antonina Pirožkova
Antonina Pirozhkova (Krasny Yar, Gobernación de Tomsk, 1 de julio de 1909–Florida, 12 de septiembre de 2010) fue una ingeniera civil y escritora rusa, más conocida por sus contribuciones a la construcción del metro de Moscú y la preservación del legado literario de su esposo Isaac Babel.

## Biografía
Antonina Nikolaevna Pirozhkova nació en un pueblo de Siberia. A los catorce años ayudó a mantener a su familia dando clases particulares de matemáticas. En 1926, se unió a la Universidad Politécnica de Tomsk para estudiar construcción e ingeniería, graduándose cuatro años después.
En 1930 fue asignada a trabajar en Kuznetskstroi, una fábrica metalúrgica que se estaba construyendo cerca de Novokuznetsk. Sus talentos fueron tan valorados que al jefe de estación de la estación de tren local se le prohibió venderle un boleto a casa. Tras su construcción, se trasladó en 1934 a Moscú, donde se incorporó al Metroproekt, el instituto responsable del diseño y construcción del Metro de Moscú. Ascendió al rango de diseñadora en jefe y fue responsable de algunas de las principales estaciones de la red: Mayakovskaya, Revolution Square, Paveletskaya, Kievskaya y Arbatskaya.
Durante la Segunda Guerra Mundial, Pirozhkova dirigió un equipo de ingenieros que construía túneles ferroviarios en el Cáucaso. En la década de 1950, participó en el diseño y construcción de casas palaciegas en los centros turísticos del Cáucaso.
Pirozhkova luego se unió a la facultad de la Universidad Estatal de Ingeniería Ferroviaria de Moscú. Aquí enseñó a ingenieros de metro y en 1964 escribió el libro de texto definitivo Túneles y subterráneos. 
Después de su jubilación, comenzó a compilar y editar material literario existente de su esposo Isaac Babel. En 1972, publicó los recuerdos sobre él de, entre otros, Ilya Ehrenburg y Konstantin Paustovsky. En 1990 publicó la edición en dos volúmenes de las obras completas de Babel, la única disponible en ruso.

## Trabajos
- Pirozhkova, Antonina, ed. (1972). И. Бабель: воспоминания современников. Советский писатель.
- Volkov, V.P.; Naumov, S.N.; Pirozhkova, A.N. (1975). Тоннели и метрополитены. Moscow: Transport.
- Pirozhkova, Antonina (1996). At His Side: The Last Years of Isaac Babel. New York: Steerforth. ISBN 978-1883642983.
- Pirozhkova, Antonina (2013). Я пытаюсь восстановить черты. О Бабеле – и не только о нем. ACT. ISBN 978-5170807185.